# Leanne Kiernan
Leanne Kiernan (* 27. April 1999 in Bailieborough) ist eine irische Fußballspielerin.

## Karriere

### Vereine
Bereits im Alter von 15 Jahren schloss sie sich Shelbourne an und schoss in ihrer Zeit hier eine große Zahl an Toren. Im Juli 2018 schloss sie sich dann schließlich dem englischen Super-League-Aufsteiger West Ham United an. Am Ende kam sie am Saisonende 2020/21 hier dann auf 31 Einsätze in der Liga mit drei erzielten Toren.
Zur Saison 2021/22 schloss sie sich nun Liverpool an. In ihrer Zeit hier hatte sie bislang schon einige Verletzungen womit sie nur in der Saison 2021/22 wirklich durchspielen konnte.

### Nationalmannschaft
Nach der U17 und der U19 bekam sie im August 2016 erstmals eine Nominierung für die irische A-Nationalmannschaft. Später erzielte sie den 2:1-Siegtreffer gegen das Baskenland bei ihrem ersten Einsatz am 26. November 2016. Dies galt jedoch nicht als offizielles Länderspiel, womit erst ihre Einsätze in der Qualifikation für die Weltmeisterschaft 2019 ab September 2017 gezählt werden. Nebst weiteren Freundschaftsspielen war sie dann auch bei der Quali zur EM 2022 und der zur WM 2023 dabei und wurde in mehreren Spielen eingesetzt. Durch die Platzierung ihrer Mannschaft auf dem zweiten Platz bei letzter, ging es gegen Schottland nochmal in ein finales Playoff-Spiel. Dies gewann ihre Mannschaft dann auch, wobei sie bei dieser Partie nicht dabei war. Damit schaffte ihre Mannschaft erstmals die Qualifikation für eine WM-Endrunde.
Im Juni 2023 wurde sie für den vorläufigen Kader für die Endrunde der Weltmeisterschaft 2023 nominiert.